# 아이스 에이지 3: 공룡시대
아이스 에이지 3: 공룡시대(Ice Age: Dawn of the Dinosaurs)는 블루 스카이 스튜디오에서 제작하고 20세기 폭스에서 배급한 미국의 2009년 애니메이션 영화이다.

## 줄거리
엘리와 매니는 아기 맘모스의 탄생을 기대하고, 매니는 아기 맘모스를 위한 안전한 공간을 만든다. 매니는 남편과 아버지가 나쁜 사냥꾼한테 죽음을 당한 것을 이래로 경험하였다. 같은 시간, 디에고(검치호랑이)는 그의 스스로 가젤을 잡으려고 하지만 놓치고 점점 야생력을 잃어간다. 시드(나무늘보)는 엘리와 매니가 입양을 한 가운데서 자랐다. 그런데 소외감을 느껴 지하로 내려갔다가 우연히 3개의 알을 발견하고는 그것을 몰래 가져간다. 사실 그 알은 공룡의 알이다. 시드는 그것들을 에그버트, 셸리, 요코라고 불렀다. 매니는 그것들을 다시 돌려놓으라고 하지만 시드는 대신에 알을 본다. 결국 다음날 아침, 세개의 알에서 새끼 티라노사우루스가 부화한다.
시드는 세 마리의 공룡들을 키우는 것을 노력한다. 그리고, 매니가 엘리의 아이를 위한 놀이터를 만들었다. 이들은 놀이터를 망가뜨려 놓는다. 이윽고, 암컷 티라노사우루스, 모마가 돌아와 시드, 그녀의 아이들 양쪽 다 아래로 데려간다. 시드가 알을 훔친 것을 알고 있었기 때문이었다. 매니, 엘리, 크래쉬(주머니쥐), 에디(주머니쥐)는 시드를 구하기 위해 지하 공룡세계로 내려간다. 그런데, 오자마자 안킬로사우루스의 공격을 받는다. 디에고는 이것을 알고 지하세계로 내려와 시드 구하기에 동참한다. 그리고 화가난 공룡들에게 둘러싸인다. 그래서 애꾸눈 족제비인 벅민스터(짧게 벅이라고 불린다)를 만난다.
벅은 이 정글에서 살고있었는데 어떤 시간에는 루디, 거대한 알비노 바리오닉스를 쫓고 있었다. 벅은 루디의 긴 발톱에 오른쪽 눈을 잃고 말았다. 벅은 그들을 고통의 정글, 용암 폭포를 통해서 모마가 데려간 시드를 찾기로 동의하였다. 어떤 곳에서는, 그들은 '죽음의 계곡'이라고 불리는 곳을 건너야 했다. 이곳은 헬륨과 아산화질소가 섞여서 가득 차있다. 그렇기 때문에 목소리가 매우 높아진다. 가스는 죽음의 계곡이라고 불리는 곳과 달리 몸에 해롭지 않다. 그러나 주로 웃음이 멈추지 않는다. 그러다가 죽기도 한다. 하지만 이들은 무사히 계곡을 건넜다. 같은 시각, 모마 티라노사우루스랑 시드, 그리고 그녀의 아이들은 외딴 곳에 도착한다. 그러다가 결국 이들은 서로 친해진다. 다음날, 시드와 공룡가족은 분리되고 시드는 바리오닉스 루디에게 공격을 당한다. 그러다가 도망치는데 그만 용암 폭포쪽에 표류되고 말았다.
용암 폭포쪽으로 가던 중, 엘리는 진통을 느껴 주저않고 육식공룡인 구안롱들에게 공격을 당한다. 산사태로 인하여 매니와 디에고는 그녀로부터 떨어지게 되었다. 매니는 엘리와 디에고를 공룡의 공격으로부터 보호하기로 하였다. 그 동안, 벅은 크래쉬와 에디를 데리고 시드를 구하러 갔다. 그는 떨어질때, 날고 있던 프테라노돈 한마리를 낚아챈다. 그리고는 입에 줄을 걸어 조종한다. 그러다 케찰코아틀루스들한테 쫓긴다. 그들은 과일로 익룡들을 공격하고 가는 도중 케찰코아틀루스 한 마리와 충돌하여 추락한다. 추락 도중 벅이 익룡에게 정신을 걸면서, 시드를 구할 수 있게 된다. 결국 시드는 구출 당한다. 시드가 돌아왔을 때, 엘리는 아기 맘모스(피치스)를 낳는다.
그들이 처음 시작했던 터널로 돌아왔을 때, 그들은 매우 놀란다. 루디가 터널 안에서 터널을 지키고 있었기 때문이다. 루디는 터널 밖으로 나와 일행 모두를 공격한다. 벅은 루디를 유인하고 거의 잡아먹힐 뻔 하다가 디에고에 의해 구해진다. 매니, 시드, 디에고, 그리고 벅은 힘을 합쳐 루디를 줄로 묶어 넘어뜨리고 빠져나간다. 그런데 루디는 재빨리 깨어나고 앞에 있던 시드를 다시 공격한다. 그런데 그즈음, 티라노사우루스 모마가 도착했다. 모마는 루디를 온몸으로 밀어 절벽까지 민 후 그를 떨어뜨리고 그녀의 아이들과 함께 시드에게 작별하고 가버린다. 벅은 루디가 죽은 줄 알고 속상해 한다. 엘리는 벅에게 빙하시대에서 같이 살자고 제안했다. 그러나 벅이 거의 올라갈 즘, 동굴 밖에서 루디의 울음소리가 들려왔다. 루디는 절벽으로 떨어졌는 데도 죽지 않은 것이다. 벅은 마음을 바꾸고 그의 정글로 다시 돌아갔다. 한편, 매니 일행은 다시 빙하기에 도착하고 피치스가 눈놀이를 하고 벅이 루디를 이용하는 것으로 영화는 끝이 난다.

## 출연
- 레이 로마노 - 매니
- 퀸 라티파 - 엘리
- 데니스 리어리 - 디에고
- 존 레귀자모 - 시드
- 숀 윌리엄 스콧 - 크래쉬
- 조시 펙 - 에디
- 사이먼 페그 - 벅

## 한국판 성우진
- 설영범 - 매니
- 이인성 - 시드
- 홍성헌 - 디에고
- 배한성 - 벅
- 장우영 - 엘리
- 장광 - 크래쉬
- 故 김관진 - 에디

## 등장 공룡
- 티라노사우루스
- 안킬로사우루스
- 프테라노돈
- 바리오닉스
- 케찰코아틀루스
- 이구아노돈
- 파키케팔로사우루스
- 켄트로사우루스
- 브라키오사우루스
- 트리케라톱스

## 같이 보기
- 컴퓨터 애니메이션 영화 목록